# 遺伝子型

遺伝子型と表現型の関係をパネットの方形を用いて、エンドウの花びらの色の特徴について示す。文字Bとbは色の対立遺伝子を表し、画像は結果として生じる花を示している。パネットの方形は、2つのヘテロ接合親の交配を示しており、Bは紫の優性対立遺伝子を、bは白の劣性対立遺伝子を表す。

遺伝子型（いでんしがた、いでんしけい、英: genotype）は、ある生物の個体が持つ遺伝物質の構成である。遺伝型とも。しかし、遺伝子型はしばしば、目の色の遺伝子型のように、単一の遺伝子または遺伝子の集合を指すために使用される。この遺伝子は、髪の色や身長など、生物の観察可能な特性（表現型、英: phenotype）を決定する役割を担っている。遺伝子型によって決定される特性の例は、エンドウの花びらの色がある。単一の形質に対するすべての遺伝的可能性の集まりは対立遺伝子（英: allele）と呼ばれる。花びらの色に関する2つの対立遺伝子は紫と白である。
遺伝子型は、表現型を決定する3つの要因の1つである。他の2つは、環境要因（遺伝しない）とエピジェネティック要因（遺伝する）である。外見や行動は環境や生育状態によって変化するため、同じ遺伝子型を持つすべての個体が同じように見えたり、同じように行動したりするわけではない。同様に、外見が似ているすべての生物が必ずしも同じ遺伝子型を持っているわけではない。一般的には、関心のある特定の遺伝子と、その個体が持つ対立遺伝子の組み合わせに関する個体の遺伝子型を指すことが多い（ホモ接合型、ヘテロ接合型を参照）。遺伝子型はしばしば文字で示され、例えばBbのように、Bはある対立遺伝子を表し、bは別の対立遺伝子を表す。
癌（がん）の場合のように、遺伝ではなく後天的に生じる体細胞突然変異は、個人の遺伝子型の一部ではない。そのため、科学者や医師は、ある特定の癌の遺伝子型、つまりその病気の遺伝子型を、その病気とは別のものとして語ることがある。
遺伝子型（genotype）という用語は、1903年にデンマークの植物学者ウィルヘルム・ヨハンセンによる造語である。

## 表記法
遺伝子がどのような構成で存在するかについて、通常は原則、機能を欠損した、もしくは特に記すべき遺伝子のみを表記する記法がある。例えば、大腸菌XL1-Blue株の遺伝子型は、
recA1 endA1 gyrA96 thi-1 hsdR17 supE44 relA1 lac [F' proAB lacIqZΔM15 Tn10(tet r)]
などと表記される。
二倍体の動植物（二倍体でない植物もある）で、ひとつの遺伝子座における遺伝子型を表記するには、AA、Aa、aaのように対立遺伝子を並べて書く。

## 表現型
任意の遺伝子は通常、表現型として知られる生物に観察可能な変化をもたらす。この遺伝子型と表現型という用語は、少なくとも2つの理由で区別される。
- 観察者の知識の出所を区別するため（DNAを観察することで遺伝子型を知ることができ、生物の外見を観察することで表現型を知ることができる）。
- 遺伝子型と表現型は必ずしも直接相関しているわけではない。遺伝子の中には、特定の環境条件でしか表現型を発現しないものもある。逆に、いくつかの表現型は、複数の遺伝子型の結果である可能性がある。遺伝子型は一般に、観察された発現を与える遺伝的要因と、環境要因の両方の最終的な結果を表す表現型とが混合されている（例えば、青い目、髪の色、またはさまざまな遺伝性疾患）。

表現型とは異なる遺伝子型を説明する簡単な例として、エンドウの花の色がある（グレゴール・メンデルを参照）。遺伝子型には、PP（ホモ接合型優性）、Pp（ヘテロ接合型）、pp（ホモ接合型劣性）の3種類がある。3つの遺伝子型はすべて異なるが、最初の2つの表現型（紫）は同じであり、3番目の表現型（白）とは異なる。
遺伝子型を説明するためのより専門的な例として、一塩基多型（SNP）がある。SNPは、異なる個体が持っているDNAの対応する配列が、1つのDNA塩基について異なる場合に発生し、たとえば、配列AAGCCTAがAAGCTTAに変化する場合などである。これには、CとTの2つの対立遺伝子が含まれている。SNPには通常、一般的にAA、Aa、aaと総称される3つの遺伝子型がある。上記の例では、3つの遺伝子型はCC、CT、TTとなる。マイクロサテライトのような他の種類の遺伝子マーカーは、2つ以上の対立遺伝子を持つ可能性があり、その結果、多くの異なる遺伝子型を持つことになる。
浸透度（英: penetrance、または浸透率、表現率）とは、任意の環境条件下における表現型を示す、特定の遺伝子型を持つ個体の割合のことである。

## メンデルの法則

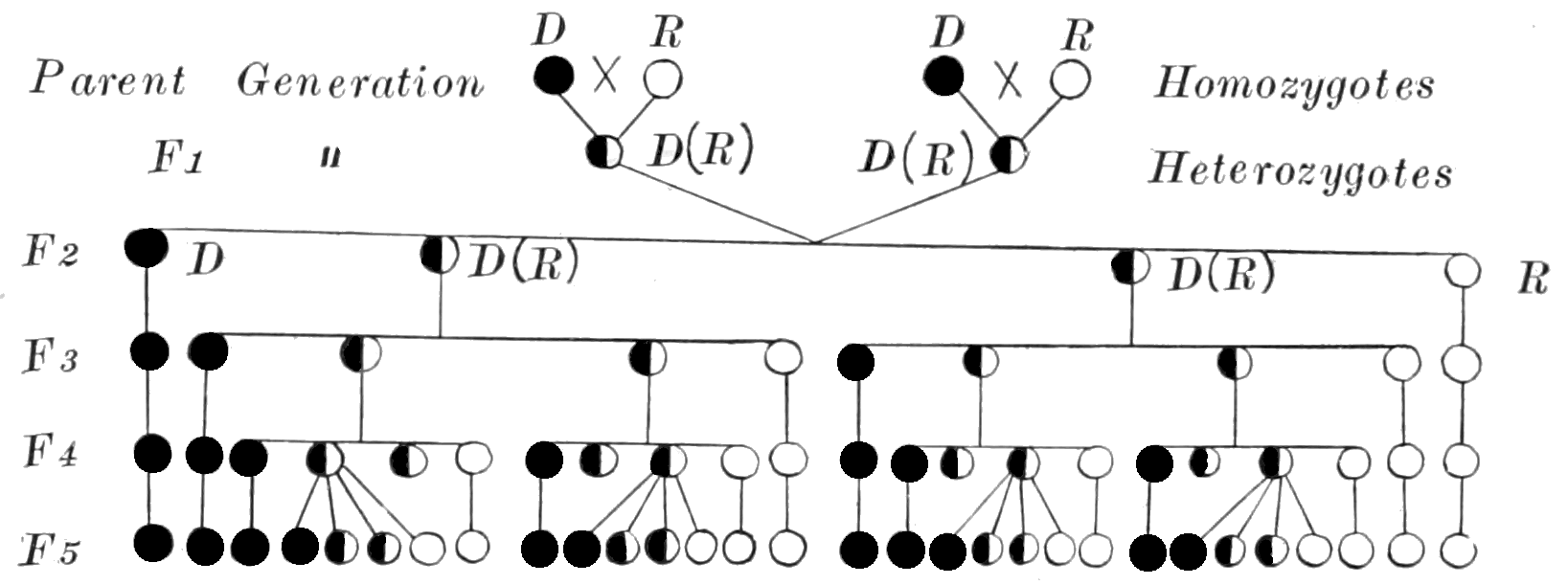
純粋種の優性親(D)と劣性親(R)のメンデル分割。この画像では、血統を介した優性対立遺伝子と劣性対立遺伝子の動きが見られる。

遺伝子型と表現型の区別は、例えば血友病のように、特定の遺伝性疾患または異常の家族パターンを研究するときに一般的に行われる。ヒトとほとんどの動物は二倍体であり、したがって、任意の遺伝子には2つの対立遺伝子がある。これらの対立遺伝子は、個体に応じて、同じ（ホモ接合型）または異なる（ヘテロ接合型）にすることができる（接合性を参照）。黒髪などの優性対立遺伝子では、子孫は第二対立遺伝子に関係なく当の形質を示すことが保証されている。
劣性対立遺伝子（aa）を持つアルビノの場合、表現型は他の対立遺伝子（Aa、aA、aa、AA）に依存する。ヘテロ接合個体（AaまたはaA、またはキャリア）との交配の影響を受けた人は、子孫がアルビノの表現型になる可能性が50:50である。ヘテロ接合体が別のヘテロ接合体と交配した場合、遺伝子を受け継ぐ確率は75％で、遺伝子が表現される確率は25％である。ホモ接合型優性（AA）個体は正常な表現型を持ち、異常な子孫のリスクはない。ホモ接合型劣性個体は、異常な表現型を持っており、異常な遺伝子を子孫に受け継ぐことが保証されている。

## 非メンデル遺伝

### 性に関連した特性
血友病、色覚異常、または性に関連した形質の場合、この遺伝子はX染色体上でのみ運ばれる。したがって、2つのX染色体を持つ個体だけが、異常が表現されないキャリアになることができる。この人は正常な表現型を持っているが、影響を受けていないパートナーとの間では、その異常な遺伝子を子孫に受け継ぐ確率は50:50（半々）である。彼女が血友病の男性（別のキャリア）と交配した場合、遺伝子を受け継ぐ確率は75%である。

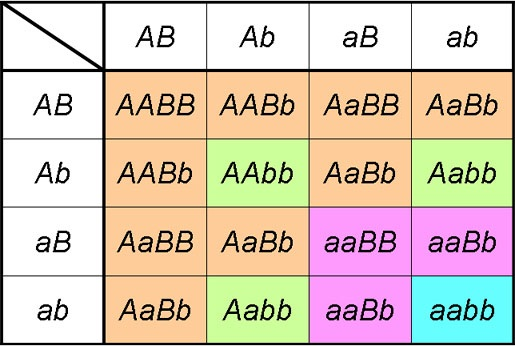
2つの遺伝子の両方がヘテロ接合体である2つの両親の間の交配である「ジハイブリッドクロス」を示すパネットの方形。この交配では、9つの固有の遺伝子型が得られるが、4つの固有な表現型が得られる。

### 複数の遺伝子が関与する形質
ある種の表現型は、メンデル遺伝学によって決定されるのと同じパターンに従わない。これは多くの場合、最終的な表現型が複数の遺伝子によって決定されるためである。これらの関連遺伝子の結果として得られる表現型は、本質的に個々の遺伝子の組み合わせであり、さらに大きな多様性を生み出す。複数の遺伝子が関連していると、その形質のために可能な遺伝子型の数を劇的に増加する。メンデルの法則に見られる例では、各形質には1つの遺伝子があり、2つの可能な遺伝的対立遺伝子と、それらの対立遺伝子の3つの可能な組み合わせがある。各遺伝子がまだ2つの対立遺伝子しか持っていない場合、2つを含む形質の遺伝子型には、9つの可能な遺伝子型がある。たとえば、一報の遺伝子が優性対立遺伝子の「A」と劣性対立遺伝子の「a」を使用し、もう一方の遺伝子も同様に「B」と「b」を使用しているとする。この形質の考えられる遺伝子型は、AABB, AaBB, aaBB, AABb, AaBb, aaBb, aaBB, aaBb, aabbである。以下では、遺伝子が相互作用して一つの形質に寄与するいくつかの方法について説明する。

#### エピスタシス
エピスタシス（英: epistasis）とは、1つの遺伝子の表現型が、1つまたは複数の他の遺伝子によって影響を受ける場合である。これは多くの場合、ある遺伝子が他の遺伝子に何らかのマスキング効果を及ぼすことによるものである。たとえば、「A」遺伝子は髪の色をコードし、優性の「A」対立遺伝子は茶髪をコードし、劣性の「a」対立遺伝子は金髪をコードするが、別の「B」遺伝子は発毛を制御し、劣性「b」対立遺伝子は禿げを引き起こす。個体がBBまたはBb遺伝子型を持っている場合、それらは髪を生成し、髪の色の表現型を観察できるが、個体がbb遺伝子型を持っている場合、その人は禿げであり、A遺伝子を完全にマスキングする。

#### ポリジーン遺伝
ポリジーン形質（英: polygenic trait）は、その表現型が複数の遺伝子の相加的効果に依存している形質である。これらの遺伝子のそれぞれの寄与は通常は小さく、多くの変異が加わって最終的な表現型になることを意味する。よく研究されている例は、ハエの感覚剛毛の数がある。このようなタイプの相加効果は、人間の目の色の変化の量の説明でもある。

## 決定
ジェノタイピング（英: genotyping）とは、生物学的アッセイを用いて個人の遺伝子型を解明（or決定）するプロセスである。遺伝子型アッセイ（英: genotypic assay）としても知られており、技術的にはポリメラーゼ連鎖反応（PCR）、DNA断片分析、対立遺伝子特異的オリゴヌクレオチド（ASO）プローブ、DNAシークエンシング、DNAマイクロアレイまたはマイクロビーズへの核酸ハイブリダイゼーションなどがある。いくつかの一般的なジェノタイピング技術には、制限酵素断片長多型（RFLP）、末端制限酵素断片長多型（t-RFLP）、増幅断片長多型（AFLP）、および多重ライゲーション依存性プローブ増幅（MLPA） が含まれる。
DNA断片解析は、マイクロサテライト不安定性（MSI）、トリソミー または異数性、ヘテロ接合性の消失（LOH） などの疾患の原因となる遺伝的異常を決定するためにも使用できる。特にMSIとLOHは、大腸がん、乳がん、子宮頸がん のがん細胞遺伝子型と関連している。
最も一般的な染色体異数性は、21番染色体のトリソミーであり、ダウン症候群として現れる。現在の技術的限界では、通常、個人の遺伝子型を効率的に決定することができるのはごく一部にすぎない。

## 参照項目
- 表現型
- 対立遺伝子
- 優性の法則
- 突然変異
- エンドフェノタイプ（英語版）
- 遺伝子型-表現型の区別（英語版）
- 塩基配列
- 可能性と現実（英語版）
- 四進法
- 配列 (生物学)（英語版）